# Zinegoak
Zinegoak és un festival de cinema internacional de temàtica LGBTIQ+ que se celebra anualment a Bilbao. Al festival es projecten llargmetratges de ficció, llargmetratges documentals, curtmetratges de ficció, curtmetratges documentals i obres experimentals, entre d'altres propostes i activitats artístiques. La primera edició va tenir lloc el 22 de gener de 2004. La denominació inicial d'aquest festival va començar essent Bilbaoko Gailesbitrans Nazioarteko Zinemaldia.
El festival l'organitza l'associació Hegoak a fi de pal·liar la poca distribució comercial del cinema LGBTIQ+. A partir de l'any 2017 es va crear l'Associació Zinegoak Elkartea com a entitat gestora del festival.
Zinegoak s'emplaça en diversos espais de la ciutat com la sala Bilborock, l'Azkuna Zentroa o el Museu Guggenheim i es realitza el mes de febrer tot i que el 2021 es va celebrar al març. L'any 2023, amb motiu del seu vintè aniversari, el festival es va traslladar a l'estiu entre el vint-i-sis de juny i l'u de juliol. Compta amb tres seccions oficials: FIK (ficció), DOK (documentals) i KRAK (noves narratives) i nombroses obres i activitats es porten fora de Bilbao a poblacions del País Basc.